# Belucha
Il monte Belucha (in russo Белуха?; in altai Ӱч-Сӱмер, Üč-Sümer, lett. "tre teste"; in kazako Мұзтау?, Mūstau) è la vetta più alta dei monti Katunskij, una catena degli Altaj. Si trova nell'Ust'-Koksinskij rajon della Repubblica dell'Altaj, in Russia, al confine con il Kazakistan.

## Geografia

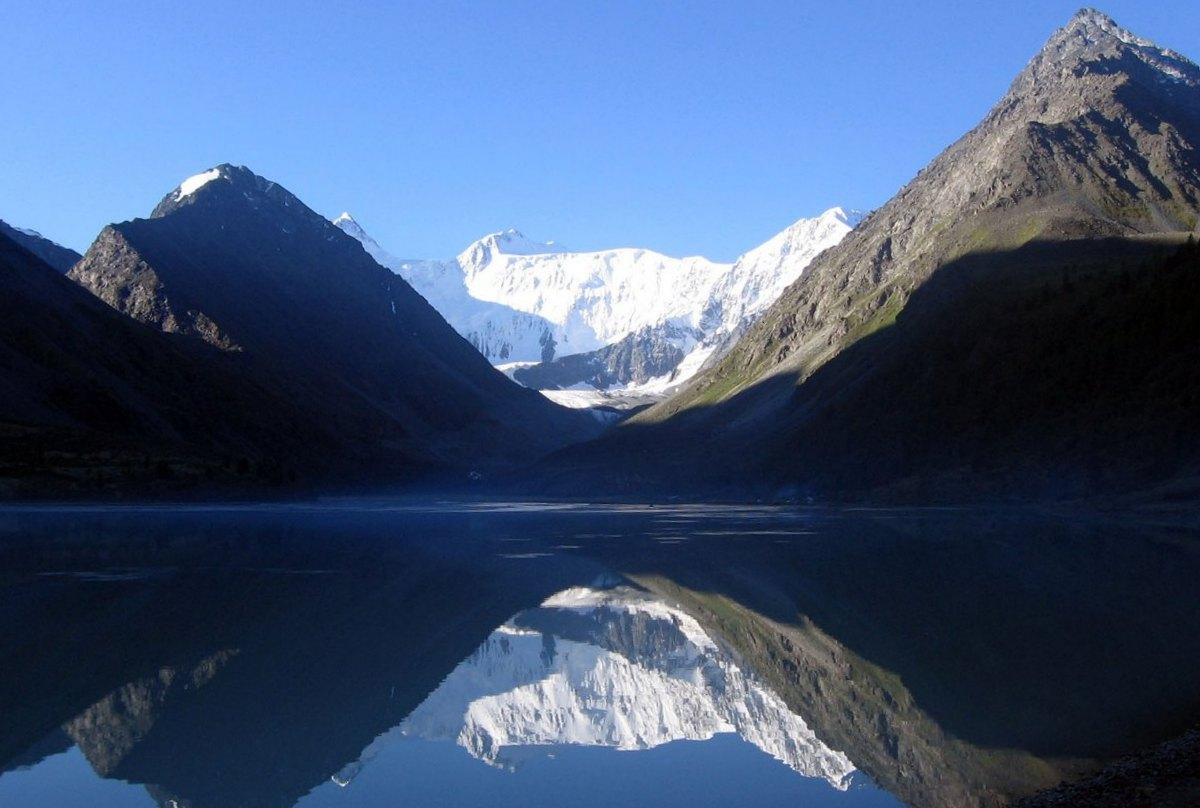
Il lago Akkem con il Belucha sullo sfondo

Il massiccio del Belucha presenta due cime a forma di piramidi irregolari: la vetta appuntita della Belucha orientale (4 509 m s.l.m.) e la Belucha occidentale (4 435 m) che scende quasi verticalmente a nord del ghiacciaio Akkem (Аккемский ледник) e gradualmente diminuisce a sud verso i ghiacciai Katunskie (Катунские ледники), una parte dei quali si chiama anche Geblera (Геблера ледник).
Il Belucha ha quasi il 50% di tutti i ghiacciai della cresta Katunskij, per una superficie totale di 150 chilometri quadrati. Oltre ai suddetti Akkem e Katunskie, ci sono il ghiacciaio Mencu (ледник Менсу), il Grande e il Piccolo Berel'skij (Большой Берельский e Малый Берельский).
Dal massiccio hanno origine vari fiumi, tra cui: il fiume Katun' (dai ghiacciai Katunskie), il Kučerla (che scorre dal lago Kučerlinskoe), l'Akkem (dall'omonimo ghiacciaio) e il Belaja Berel', il quale drena il versante sud-est e appartiene al bacino del fiume Buchtarma.
Il monte fa parte del parco naturale «Belucha» (природный парк «Белуха») istituito nel 1997 e che ha ricevuto lo status di biosfera nel gennaio  del 2000.
La prima scalata in assoluto del Belucha è stata effettuata nel 1914 dai fratelli Michail e Boris Tronov.